# Stade Paul-Rébeilleau
 (septembre 2022).
Si vous disposez d'ouvrages ou d'articles de référence ou si vous connaissez des sites web de qualité traitant du thème abordé ici, merci de compléter l'article en donnant les références utiles à sa vérifiabilité et en les liant à la section « Notes et références ».
Le stade Paul-Rébeilleau est un stade centenaire multifonctionnel situé avenue Jacques Cœur, route de Limoges à Poitiers. C'est également le siège du Stade poitevin et du club d'athlétisme local EPA 86.

## Historique
Le stade est lié, depuis son inauguration en 1909, à la section rugby du Stade poitevin, créée quelques années auparavant. 
Au début des années 1900, le rugby, appelé alors « football rugby », est en plein essor et se pratique dans le grand pré de Blossac, en centre-ville, puis en 1906 dans les prés Richard, route de Lessart, en direction de Buxerolles, avant de rejoindre en novembre 1909 des terrains situés entre la route de Chauvigny et la route de Limoges, loués à la famille Raymond. Un stade est édifié à cet emplacement car depuis 1903, l’accès est facilité par une ligne de tramway desservant le faubourg du Pont-Neuf et le site de la Pierre Levée menant à la route de Limoges.
Le 21 juin 1923, lors d'une réunion, le Comité du Stade Poitevin Rugby décide que dorénavant le stade de la Pierre Levée s’appellera « stade Paul Rébeilleau » en souvenir de son président mort peu de temps auparavant. L'année suivante, l'association « Les Amis du Stade » achète les terrains où se situe le stade Paul-Rébeilleau par souscription de 2000 actions de 100 Francs. Le Stade Poitevin possède alors ses propres équipements sportifs permettant l'essor des diverses sections qui le composent.
En 1946, la Ville de Poitiers devient propriétaire et construit le stade actuel. Principal stade de la ville, aujourd'hui il est géré par la communauté d'agglomération de Grand Poitiers avec le stade Michel Amand, destiné au football depuis 1989, et situé sur le site de la Pépinière à Buxerolles. Dans les années 60 et 70, le stade avec l’installation de tribunes modulaires, pouvait accueillir près de 10 000 spectateurs lors des rencontres de Coupe de France de football se disputant sur terrain neutre. Actuellement, il accueille uniquement les matchs à domicile du Stade poitevin rugby en plus d'être le lieu de diverses compétitions sportives depuis de longues années (football, rugby, athlétisme) au niveau local, départemental et régional.
Aujourd'hui, le stade comporte deux tribunes qui à elles deux totalisent 4 500 places assises. En plus de ses deux tribunes, 2 000 spectateurs peuvent regarder le match au tour du terrain. La capacité totale du stade est de 6 500 places.